# Rhithrodytes
Rhithrodytes es un género de coleópteros adéfagos  perteneciente a la familia Dytiscidae. 

## Especies
- Rhithrodytes agnus	Foster 1992
- Rhithrodytes bimaculatus	(Dufour 1852)
- Rhithrodytes crux	(Fabricius 1792)
- Rhithrodytes dorsoplagiatus	(Fairmaire 1880)
- Rhithrodytes numidicus	(Bedel 1888)
- Rhithrodytes sexguttatus	(Aube 1836)